# Somalia na Mistrzostwach Świata w Lekkoatletyce 2015
Somalia na Mistrzostwach Świata w Lekkoatletyce 2015 – reprezentacja Somalii podczas Mistrzostw Świata w Pekinie liczyła 1 zawodnika, który nie zdobył medalu.

## Występy reprezentantów Somalii
| Konkurencja             | Zawodnik               | Eliminacje    | Eliminacje | Finał    | Finał   |
| Konkurencja             | Zawodnik               | Rezultat      | Pozycja    | Rezultat | Pozycja |
| ----------------------- | ---------------------- | ------------- | ---------- | -------- | ------- |
| Bieg na 5000 m mężczyzn | Suleiman Abdille Borai | 15:26,25 (PB) | 38.        | NQ       | NQ      |